# Elasmus schmitti
Elasmus schmitti är en stekelart som beskrevs av Ruschka 1920. Elasmus schmitti ingår i släktet Elasmus och familjen finglanssteklar. Inga underarter finns listade i Catalogue of Life.